# 革労協元幹部内ゲバ殺人事件
革労協元幹部内ゲバ殺人事件（かくろうきょうもとかんぶうちゲバさつじんじけん）とは、1989年（平成元年）6月25日に埼玉県川口市で発生した内ゲバ殺人事件。
日本の新左翼の革労協狭間派が起こした事件である。

## 事件の発端
1986年頃から革労協狭間派の間で路線対立が激化した。狭間嘉明率いる武闘派路線の狭間グループと、テロ・ゲリラの必要性を認めながらも大衆闘争を通じた組織拡大を訴える永井啓之率いる穏健派路線の永井グループの対立である。成田空港問題でも、狭間グループは北原派を支持し、永井グループは北原派から分裂した小川派を支持していた。
約2年間の内部闘争の結果、永井グループは敗れ去り、1988年1月21日に「同志を権力に売り渡した」などとして永井は除名された。しかし永井の影響力は除名後も残った。
1988年8月に側近が狭間派に襲撃されて重傷を負うなどの事態を受け、1989年4月に永井はついに独自の機関紙『通信』を発行するなど分派活動に踏み切り、「革労協永井派」を旗揚げしようとしていた。

## 事件の概要
1989年6月25日午前3時30分頃、永井が住む埼玉県川口市のアパート2階に黒ヘルメットを被った6〜7人が梯子を伝ってベランダから押し入り、就寝中の永井を寝袋に押し込んで自動車で拉致した。凶行に当たっては周辺の電話線を切断するという周到さであった。
同日午前11時頃、永井は自宅から約40キロ離れた茨城県牛久市のトンネル内で寝袋に入れられ、ビニールシートに包まれた状態で撲殺体となっているのが通行人によって発見された。鈍器で全身を滅多打ちされたために顔も判別できないほど遺体の損傷が酷く、埼玉県警は指紋からようやく永井だと判別できた。武南警察署と竜ケ崎警察署は殺人事件と見て武南警察署に捜査本部を設置、本格的な捜査を開始した。
司法解剖の結果、死亡推定時刻は午前5時頃で、胸や腹部を強打したことによる外傷性ショック死であることが分かった。
6月28日、革労協狭間派は記者会見し「わが党、同盟によって去年除名、その後敵前逃亡し、加重処分の対象となっていた永井が、永井をめぐる組織防衛上の活動の過程で肉体的変調を来たし放したが、マスコミ報道によるとその後死亡した」と述べ、殺意は否定したものの、拉致と内部抗争によるリンチであることを認めた。

## 事件が与えた影響
この内ゲバ事件により、革労協狭間派に残っていた反狭間グループ（労働者グループ・関西グループなど）は続々と集団脱退することになった。